# Будча (район Зволен)
Будча (словац. Budča) — деревня в районе Зволен Банска-Бистрицкого края в центральной Словакии.
Расположена в Зволенской котловине в Словацких Средних горах в 5 км к западу от административного центра г. Зволен.Деревня со всех сторон окружена горами.
Население — 1 356 человек на 31 декабря 2020 года.

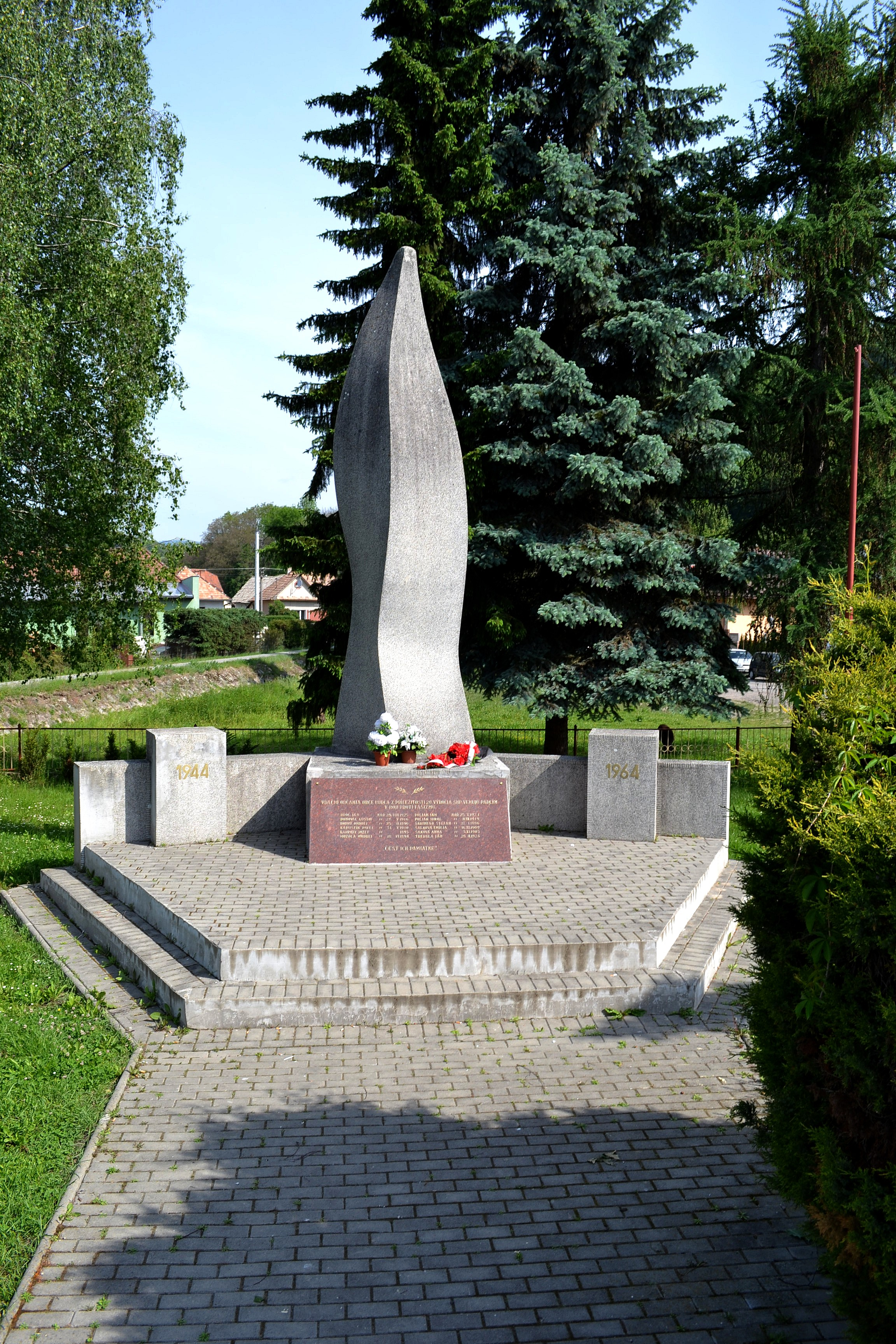
Памятник жертвам Второй мировой войны

## История
Первое письменное упоминание относится к 1225 году.

## Население
| Год:                | 1994 | 2004     | 2014    | 2024    |
| ------------------- | ---- | -------- | ------- | ------- |
| Количество человек: | 979  | 1181     | 1295    | 1370    |
| Разница:            |      | +20,63 % | +9,65 % | +5,79 % |

## Достопримечательности
- Римско-католическая церковь св. Михаила с башней 14 века.